# 新古今和歌集
『新古今和歌集』（しんこきんわかしゅう）は、後鳥羽院の勅命で編纂された勅撰和歌集。鎌倉時代初期成立。全二十巻。いわゆる八代集の最後を飾る。略称は『新古今集』（しんこきんしゅう）。撰歌にあたり、幽玄・有心の美学が反映されている（新古今調）。

## 成立
平安時代末期、宮中歌壇では和歌を業とする家として六条家と御子左家が対立していたが、安元3年（1177年）に六条家の代表というべき藤原清輔が死去すると、御子左家の当主たる藤原俊成が歌人として重んじられるようになり、第七番目の勅撰和歌集『千載和歌集』を撰進するにいたった。さらに後鳥羽天皇が即位すると、俊成は宮中の主要な和歌の行事に息子の藤原定家を参加させるなど、御子左家の勢力拡大に努めた。『新古今和歌集』の編纂が始まったのは、和歌に格別の関心を寄せる後鳥羽天皇が譲位し、宮中歌壇における御子左家の地位がおおむね固まった時期であった。
『新古今和歌集』は、後鳥羽院の勅命によって編纂された勅撰和歌集である。勅撰集を編纂するための部局「和歌所」が後鳥羽院の御所に置かれ、後鳥羽院自身も歌を親撰するなど深く関わった。院歌壇の歌人のほとんどが編纂に関わり、何十年にもわたって改訂が続いたという八代集の中でも稀有な存在である。
編纂の方針は「先ず万葉集の中を抽き、更に七代集の外を拾ふ」（真名序）、すなわち『万葉集』とそれまでの勅撰和歌集に採られなかった和歌より撰ぶとした。撰者は『古今和歌集』や『後撰和歌集』にならい複数人とし、 源通具・六条有家・藤原定家・藤原家隆・飛鳥井雅経・寂蓮の6人が後鳥羽院の院宣により定められた。ただし寂蓮は撰集のための和歌を集めている時点で没しており、実際の撰集作業は寂蓮以外の5人の撰者で行われた。
建仁元年（1201年）7月、和歌所を設置、その際11名の寄人と源家長が開闔に任命される。同年11月には寄人の中から上記の通具以下6名を撰者とする旨の院宣が下り、建仁3年の4月ごろまでに撰者たちが撰集の材料とすべき和歌を上進している。それらの和歌に後鳥羽院が目を通して撰び、それを清書して集に採るべきものとした。元久元年（1204年）にはいよいよ歌集としての体裁を整える編集作業に移り、翌年3月26日に完成としてそれを記念する宴である竟宴が後鳥羽院の御所で催された。しかし、このとき仮名序はまだ用意できておらず、定家は勅撰和歌集の完成を理由に竟宴を催すのは例のないことと批判している。その後も建保4年（1216年）12月まで「切り継ぎ」（改訂）の作業が続いた。『新古今和歌集』の成立過程の時期をまとめるとおよそ以下のようになる。
1. 建仁元年（1201年）の下命時から、撰者たちが歌を集めてくるまでの時期。代々の勅撰集に漏れた秀歌や、『六百番歌合』（九条良経主催）と『千五百番歌合』（後鳥羽院主催）が撰歌の母胎となった。
2. 上皇自らにより歌の吟味、選別をした時期。
3. 歌の部類、配列をした時期。撰者以外の寄人も作業に加わる。元久元年までにいったん完成し、奏覧された。
4. 歌の修正、切り継ぎをした時期。承元4年（1210年）から建保4年の間に最終的に完成した。
5. しかし、後鳥羽院は承久の乱（1221年）により隠岐に流され、19年の月日を過ごしたが、その晩年に『新古今和歌集』から400首ほどを除き彫琢を加え、これこそが正統な『新古今和歌集』であると主張した（「隠岐本識語」）。これを「隠岐本」と呼ぶ。この「隠岐本」を後鳥羽院は藤原家隆に送っている。

## 構成
全20巻で以下の通り（『新日本古典文学大系』所収本による）。『古今和歌集』にならい、「真名序」と「仮名序」の２つの序文がある。
（真名序）
（仮名序）
巻第一　春歌上
巻第二　春歌下
巻第三　夏歌
巻第四　秋歌上
巻第五　秋歌下
巻第六　冬歌
巻第七　賀歌
巻第八　哀傷歌
巻第九　離別歌
巻第十　羈旅歌
巻第十一　恋歌一
巻第十二　恋歌二
巻第十三　恋歌三
巻第十四　恋歌四
巻第十五　恋歌五
巻第十六　雑歌上
巻第十七　雑歌中
巻第十八　雑歌下
巻第十九　神祇歌
巻第二十　釈教歌
伝本によっては仮名序を冒頭に置き、真名序を巻末に置くものもある。真名序は藤原親経、仮名序は藤原良経の執筆による。歌数は八代集中最多の1,970首あまり（伝本によって歌数に相違がある）、歌はすべて短歌である。配列は巧みで、四季の巻は季節の推移順、恋歌は恋の進行程度順に並べられており、古代の歌人と当時の歌人の作を交互に置いてある。
入集した歌人のうちでは西行の作が94首ともっとも多く、以下慈円、藤原良経、藤原俊成、式子内親王（女流最多）、藤原定家、家隆、寂蓮、後鳥羽院の順である。万葉歌人の作も多少含まれている。

## 歌風と享受
「新古今調」といえば、唯美的・情調的・幻想的・絵画的・韻律的・象徴的・技巧的などの特徴が挙げられる。定家の父・俊成によって提唱された幽玄、有心の概念を、定家が発展させて「余情妖艶の体」を築き上げ、これが撰歌に大きく反映されている。また、鎌倉幕府成立以降、政治の実権を奪われた貴族社会の衰退の中で、滅びや自然への見方に哀調があると指摘される。また、このころは題詠が盛んに行われていたことにより、より華やかな技巧にあふれている。題詠によって現実的な心情変化の歌ではなく、定められたお題の中でより複雑に工夫された象徴的な歌が主流になっていった。特に、上代以来の数々の和歌の歴史が可能にした数多くの本歌取りに特徴がある。また技法として、余韻・余情をかきたてる体言止め、七五調の初句切れ・三句切れなどが使われている。
『古今和歌集』を範としてそれまでの七代集を集大成する目的で編まれ、新興文学である連歌・今様に侵蝕されつつあった短歌の世界を典雅な空間に復帰させようとした歌集であり、古今以来の伝統を引き継ぎ、かつ独自の美世界を現出した。「万葉」「古今」と並んで三大歌風の一である「新古今調」を作り、和歌のみならず後世の連歌・俳諧・謡曲に大きな影響を残した。
しかし近代以降、『新古今和歌集』を含めた勅撰和歌集への評価は一変する。アララギ派の祖である正岡子規が『歌よみに与ふる書』のなかで『古今和歌集』を「くだらぬ集」と激しく罵倒し、『新古今和歌集』についてもその歌が「（『古今和歌集』よりも）ややすぐれたりと相見え候。古今よりも善き歌を見かけ申候」というものの、その「善き歌」も「指折りて数へるほどの事」と断ずる。また「代々の勅撰集の如き者が日本文学の城壁ならば、実に頼み少き城壁にて、かくの如き薄っぺらな城壁は、大砲一発にて滅茶苦茶に砕け申候」とも述べている。要するにそれまで重要視された勅撰和歌集をおおむね価値の低いものとして退けたのであり、『新古今和歌集』もその中に入っていたのである。
しかしこうしたアララギ派の評価に対して、『新古今和歌集』を高く評価したのが北原白秋であった。白秋はその和歌について「日本短歌最上の象徴芸術」であり「日本詩歌の本流」と賛美している。白秋はアララギ派が唱えるいわゆる短歌における「写生論」に対し、「写意写生以上の香気ある象徴の世界」を求めて短歌を詠もうとしていたのであり、その手がかりとしたのが『新古今和歌集』の和歌だったのである。以後の短歌においても前登志夫や塚本邦雄などがそれぞれ『新古今和歌集』から影響を受けている。

## 伝本
『新古今和歌集』の伝本については、その成立において長い期間にわたり改訂が施され、その途中の手控え本というべきものも書写されたことにより複数の系統がある。現在一般には、以下のように4つに分かれるとされている。
- 第一類 - 元久2年3月にいったん完成したとして奏覧されたもの。「竟宴本」と呼ばれる。
- 第二類 - 「竟宴本」をさらに「切り継ぎ」し、和歌を取捨する途中作業の本文を伝えるもの。
- 第三類 - 建保4年12月に「切り継ぎ」が終了したときの本文。
- 第四類 - 後鳥羽院が撰んだ「隠岐本」。仮名序の次に撰集し直した事情を語る後鳥羽院の序文（「隠岐本識語」）がある。

現在伝わっている伝本のほとんどは第二類本であり、現行で一般に読まれている本文もこれにあたる。ほかには第四類の上巻（巻第一から巻第十まで）が冷泉家時雨亭文庫に伝わる。第二類のおもな伝本としては以下のものがある。
- 寿本 - 京都女子大学所蔵。『新編国歌大観』底本。
- 小宮本 - 小宮富郎所蔵。『日本古典文学大系』（岩波書店）底本。
- 山崎宗艦筆本 - 筑波大学附属図書館所蔵。『日本古典文学全集』および『新編日本古典文学全集』（いずれも小学館）底本。
- 穂久邇文庫蔵本 - 穂久邇文庫所蔵。『岩波文庫』（1929年初版、岩波書店）底本。

- 伝冷泉為相筆本 - 国立歴史民俗博物館所蔵。『新日本古典文学大系』（岩波書店）底本。